# Rovolon
Rovolon ist eine italienische Gemeinde mit 4886 Einwohnern (Stand 31. Dezember 2023) in der Provinz Padua in der Region Venetien.

## Geografie
Das Gemeindegebiet erstreckt sich an der Nordwestseite der Euganeischen Hügel entlang der Grenze zur Provinz Vicenza. Es liegt teilweise in den Hügeln und teilweise nördlich und nordöstlich in der Ebene.
Der namensgebende Kernort Rovolon liegt an der Nordseite des Monte della Madonna; dieser Berg mit seinem Benediktinerheiligtum und weiter Aussicht in die Po-Ebene gehört zu den Hauptattraktionen des Naturparks der Euganeischen Hügel; das Santuario sowie die kurvenreiche, enge Zufahrt von der Südseite gehören indes nicht zu Rovolon, sondern zum Gemeindegebiet von Teolo.
An der Westflanke in Hanglage liegt der Ortsteil Carbonara, benannt nach der Holzkohle, die man in der Vergangenheit in den Wäldern gewann.
Nördlich in der Ebene liegt der Ortsteil Bastia, der ein zentraler Verkehrsknotenpunkt war und wo sich auch heute noch die Gemeindeverwaltung befindet.

## Geschichte
Ältestes gesichertes historisches Zeugnis ist eine Schenkung des Territoriums von Rebolone (mutmaßlich ein langobardischer Name) durch den Bischof von Padua, Gauslino Transalgardo, an die Benediktinermönche von Santa Giustina, einer über den Gebeinen der Lokalheiligen Justina von Padua errichteten Abtei, die ihre Blütezeit im 17. Jahrhundert erlebte.
Zum Zeitpunkt der Schenkung wurde das Land noch „terreno duro“ (hartes Land) genannt, weil es wegen des rauen Klimas als unmöglich zu bewirtschaften galt; dennoch gelang den Bauern im Auftrag der Benediktiner im Laufe der Jahrhunderte ein auf 700 Felder ausgedehnter Ackerbau, der seit 1441 zentral vom Gutshof Vegrolongo verwaltet wurde.
Nördlich in der Ebene wurden im 13. Jahrhundert von den Padanern zwecks Verteidigung des Territoriums gegen Vicenza massive Befestigungsanlagen errichtet. Auch nachdem diese zu Beginn des 14. Jahrhunderts von den Scaligern zerstört worden waren, verblieb die Bezeichnung „Bastia“ (= Bastion) im Namen des heutigen Ortsteils erhalten.
Zum nordöstlichen Gemeindegebiet in der Ebene zählen auch die seit dem 15. Jahrhundert nachgewiesenen ehemaligen Landgüter von Frassanelle, die der padanischen Adelsfamilie Papafava, einer Seitenlinie der Feudalherren von Carraresi, gehörten. Das Gelände wurde im 19. Jahrhundert in einen Landschaftspark und Anfang der 1990er Jahre teilweise in einen 18-Loch-Golfplatz umgestaltet.
Rovolon gehörte zur Republik Venedig bis zu deren Ende mit der napoleonischen Eroberung 1797. Wie alle Klöster der Republik wurde auch Santa Giustina von Padua aufgehoben und der gesamte Besitz 1806 konfisziert. Die Territorien von Rovolon fielen an nach dem Wiener Kongress 1815 an Habsburg, wo sie im Königreich Lombardo-Venetien bis zur italienischen Einigung 1866 verblieben.

## Wirtschaft

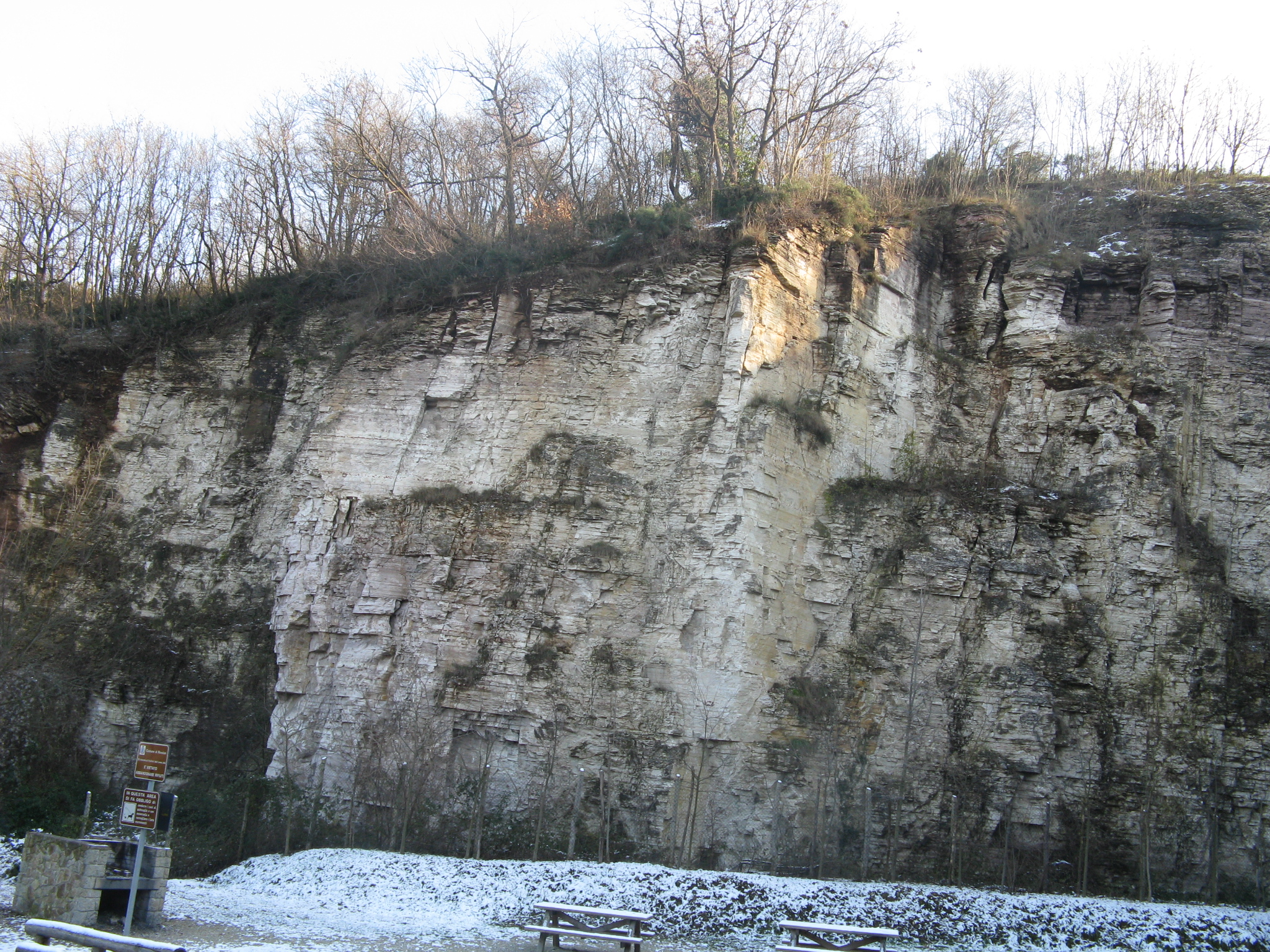
Ehemaliger Kalksteinbruch am Monte Spinazzola

Die Wirtschaft ist weitgehend agrarisch geprägt. Angebaut werden Mais und Weizen in der Ebene, Wein und Obst in den Hanglagen.
Die ehemaligen Kalksteinbrüche von Rovolon am Hang des Monte Spinazzola stehen heute unter Naturschutz. Mit Erklärungstafeln der Naturparkverwaltung versehen ist ein aufgelassener Steinbruch (ca. 115 m hoch) mit Sedimentgestein aus der Kreidezeit (ca. 100 Mio. Jahre alt); um ca. 50 Mio. Jahre geologisch jünger ist der rote Mergel auf der anderen Seite dieses Berges.

## Sehenswürdigkeiten

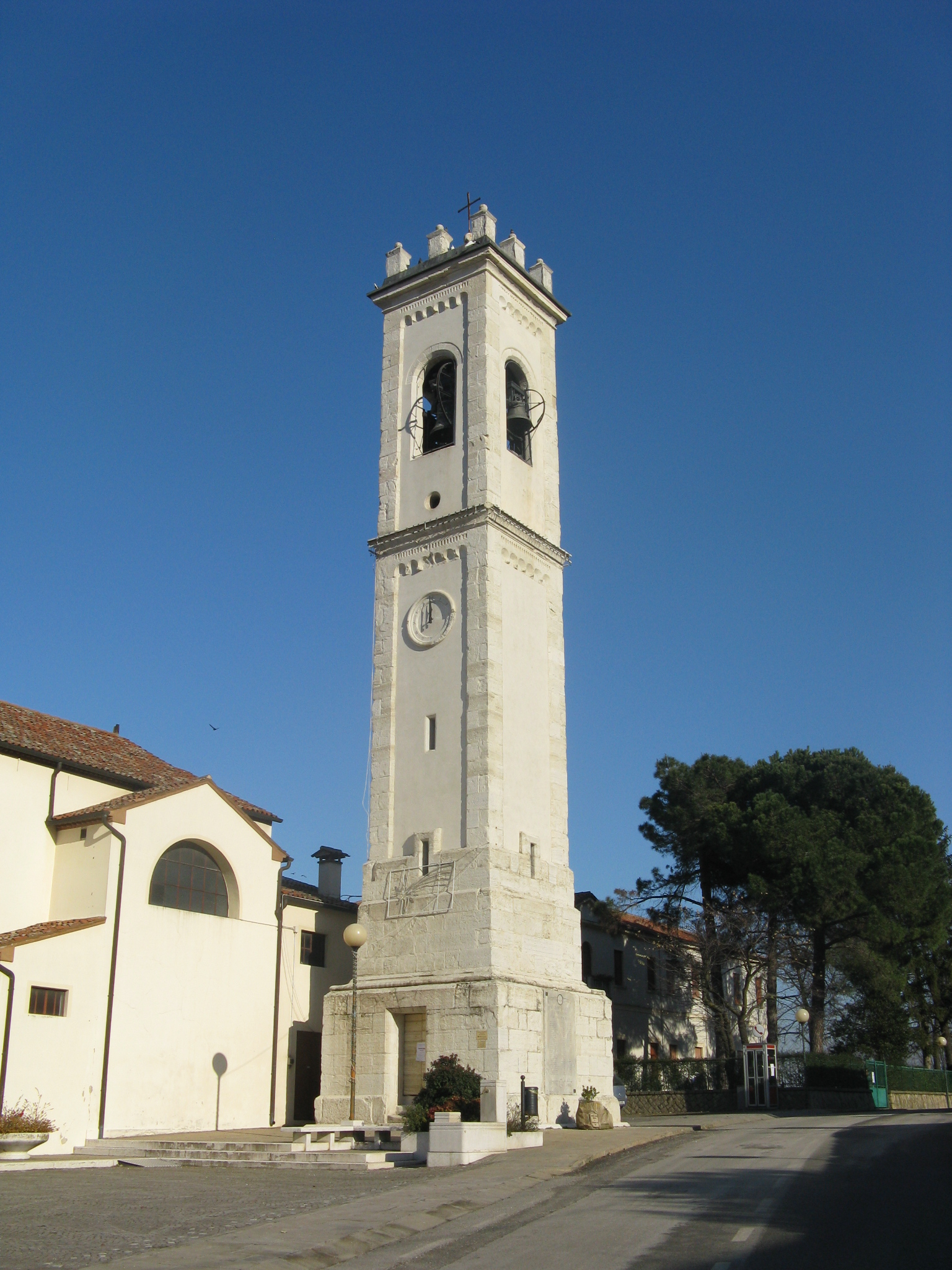
Glockenturm von San Giorgio, 15. Jahrhundert, 2004 restauriert

- Rovolons Pfarrkirche San Giorgio wurde erstmals 1077 erwähnt, jedoch könnten ihre Ursprünge weiter zurückreichen. Mitte des 19. Jahrhunderts wurde sie völlig umgestaltet und erhielt ihr heutiges Aussehen. Der freistehende Glockenturm und die Apsisfresken stammen von Ende des 15. Jahrhunderts.
- Die Osteria Fardigo links von der Pfarrkirche befindet sich in einem Gebäude aus dem 17. Jahrhundert mit einem kleinen Portikus im Inneren.
- Auf halber Strecke zwischen Rovolon und Bastia liegt die von den Mönchen von Santa Giustina im 16. Jahrhundert errichtete Villa Ottavia mit Portikus im Sockelgeschoss und einer Loggia im Obergeschoss.
- Eine weitere Villa (La Colombara = Taubenschlag, 16. oder 17. Jahrhundert) hat ihren Namen von dem Turm, der als solcher benutzt wurde.
- Die barocke Pfarrkirche von Bastia steht auf den Ruinen eines Vorgängerbaus; in den Jahren 1946 bis 1954 wurde sie völlig umgebaut.
- Die Villa Barbarìgo Montesi (18. Jh.) liegt an den Hängen des Hügels Sereo. Der Bau ist nach Norden dreigeschossig, während sich im Süden nur ein Geschoss über einer Loggia erhebt.
- Der zentrale Verwaltungssitz der Ländereien der Benediktiner von Santa Giustina, der Corte del Vegrolongo (15. Jahrhundert), ist erhalten.
- Die Pfarrkirche in Carbonara, Johannes dem Täufer geweiht, wurde Ende des 14. Jahrhunderts von den Benediktinern anstelle eines Vorgängerbaus wiederaufgebaut. Sie wurde neoklassizistisch umgestaltet.
- Die ehemalige Kapelle San Pietro in Carbonara (11. Jh.) konstituiert die älteste erhaltene Bausubstanz der Gemeinde aus der Ära der Benediktiner von Santa Giustina. Sie befindet sich heute in Privatbesitz und ist als Weinkeller profaniert.
- Das Landgut von Frassanelle am Fuße des gleichnamigen Hügels wurde im 19. Jahrhundert von dem venezianischen Architekten Giuseppe Jappelli im Sinne einer neoklassizistischen Parklandschaft mit künstlichen Grotten, einem kleinen See, Wiesen und Zypressenhainen, Pappel- und Eschenalleen umgestaltet; einst bot diese Anlage auch vielen Tieren Lebensraum. Innerhalb dieser mittlerweile 200 ha großen Anlage erstreckt sich heute der Golfplatz des 1988 gegründeten gleichnamigen Clubs; das umgestaltete Gehöft (errichtet um 1800) wird als Clubhaus genutzt.

## Tourismus und Sport

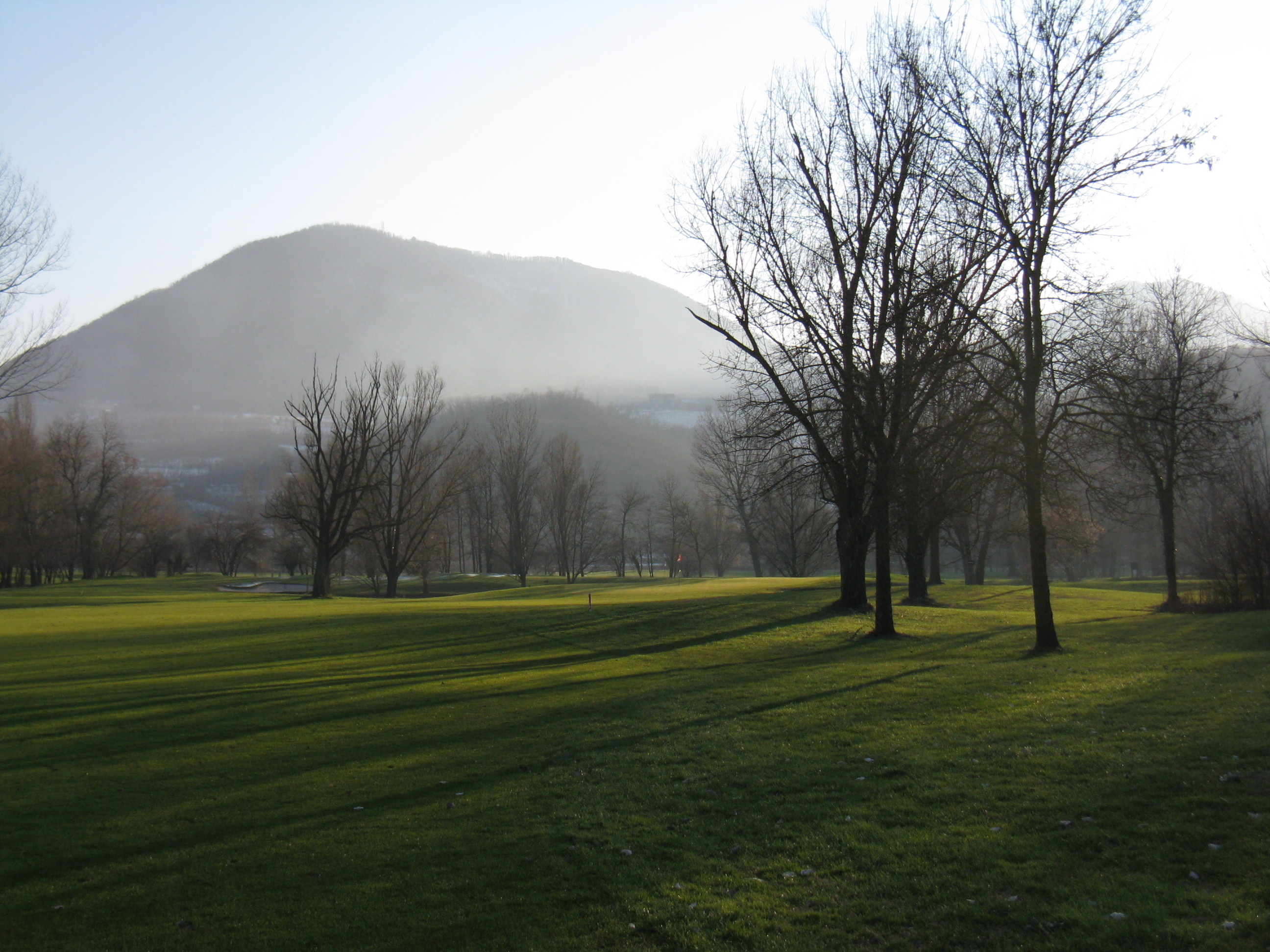
Golfplatz Frassanelle, Loch 17

Der Naturpark der Euganeischen Hügel ist ein beliebtes Wander- und Mountainbike-Gebiet. Unterkünfte gibt es in diversen Agrotourismus-Einrichtungen sowie privaten Frühstückspensionen.
Die Mitglieder des Golfclubs Frassanelle stammen aus dem Einzugsgebiet Padua bis Venedig. Der Platz wird aber auch von Touristen als Greenfeespieler frequentiert. Der Golfplatz ist auch im Winter weitgehend bespielbar.